# Pharao (Band)
Pharao ist eine deutsche Eurodance-Band um Kyra Pharao (bürgerlich: Claudia Banerjee; * 17. Februar 1971 in Ingolstadt), die von Sommer 1994 bis Frühjahr 1997 einige Charterfolge in Europa hatte.

## Karriere

### Gründung von Pharao
Hinter dem Projekt standen die Produzenten Alexander Hawking und Steffen Harning (aka DJ Stevie Steve) gemeinsam mit ihrem Producer- und Musicact-Manager Thomas Wagner (Mediaagency). Steffen Harning war in der Musikszene seit 1997 auch als Teil des DJ/Produzenten-Duos Milk & Sugar tätig.
Die Gründungsmitglieder, die das Projekt präsentieren sollten, waren die Sängerin Kyra und Deon Blue (bürgerlich: Marcus Deon Thomas; * 20. Januar 1971), der zuvor als Eric P. III Mitglied der Gruppe Splash war und Pharao nach Veröffentlichung der dritten Single World of Magic verließ. Weiteres inoffizielles Mitglied der Gruppe war Kyras drei Meter langer Python Petit, welcher stets zum Konzept und Bühnenprogramm von Pharao gehörte. Das Konzept, ein Produzentenduo im Hintergrund zu halten und einen männlichen Rapper mit einer weiblichen Leadstimme für den Refrain für Bühnenauftritte zu kombinieren, ist ein typisches Merkmal des Eurodance.

### 1994–1995: DebütalbumPharao
Im Frühjahr 1994 erschien mit I Show You Secrets der größte Hit von Pharao, dem im Herbst desselben Jahres There Is a Star folgte. Im Frühjahr 1995 kam die dritte Singleauskopplung World of Magic heraus, die auch noch ein Erfolg in den deutschen Singlecharts wurde. In Finnland erhielt das Album im Jahr 1995 eine Auszeichnung mit einer Goldenen Schallplatte.

### 1997–1998: Comeback mitThe Returnund Ausstieg von Deon Blue
Nach einer zweijährigen Pause wurde Anfang 1997 die Single Temple of Love veröffentlicht. Als Vorbote des auf Anfang 1998 terminierten zweiten Albums The Return kam Ende 1997 die Single Once Upon a Time heraus.
Die Aufnahmen fanden allerdings nur mit Kyra Pharao ohne Rapper Deon Blue statt, der die Gruppe inzwischen verlassen hatte. Obwohl Temple of Love noch in die Top 40 der deutschen Charts gelangte, konnten Pharao nicht mehr an die alten Erfolge anknüpfen. Steffen Harning gründete daraufhin zusammen mit dem DJ Michael Kronenberger das DJ/Produzentenprojekt Milk & Sugar.

### 1998–1999: Solo-Projekte

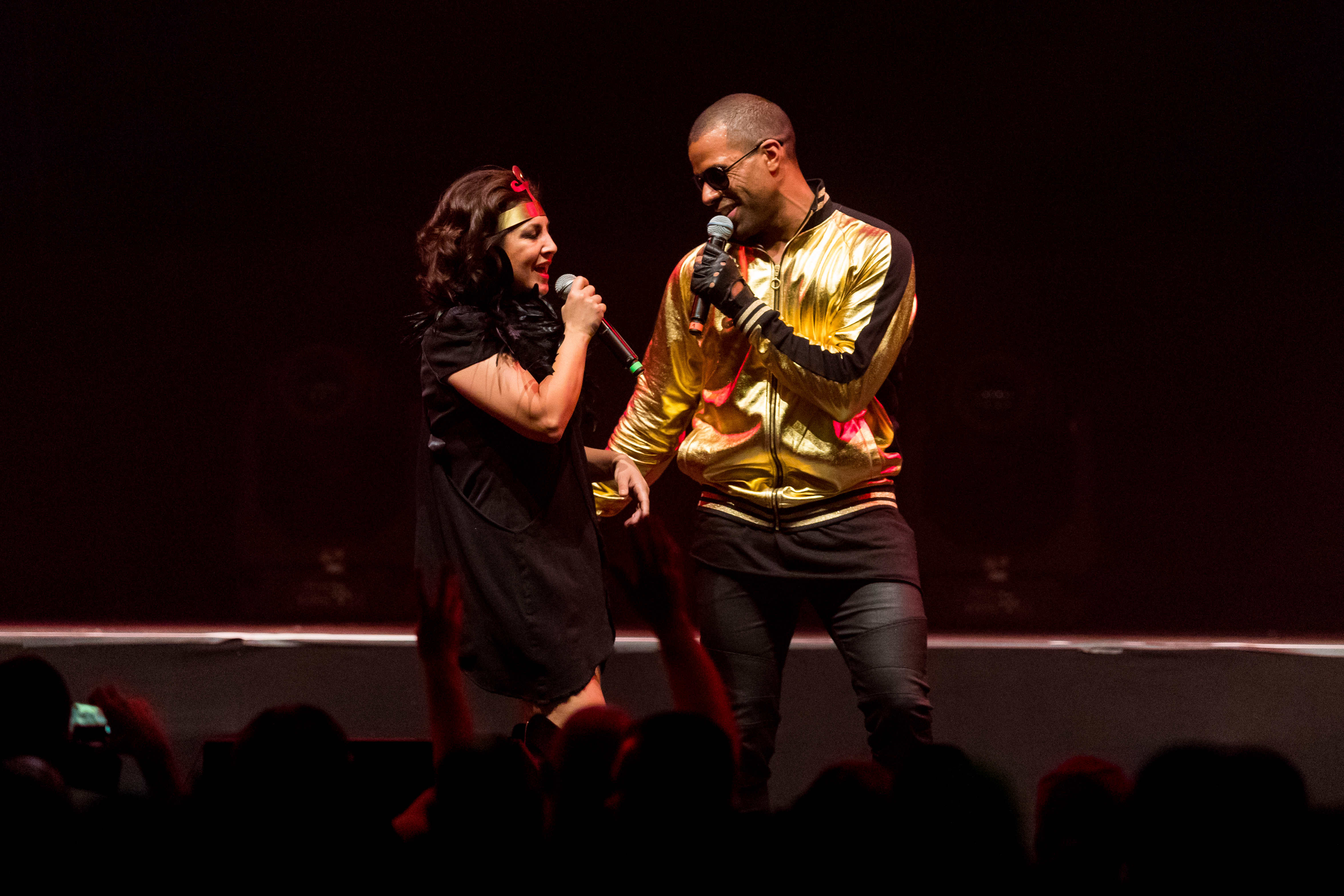
Kyra Pharao und Siam

Offiziell haben sich Pharao nie aufgelöst. Heute lebt Kyra in München, arbeitet im Eventbereich und veröffentlicht weiterhin Musik unter ihrem Künstlernamen Kyra. So veröffentlichte sie 1999 Indoru – Wunderkind zusammen mit Uwe Fahrenkrog–Petersen, der auch für Nena tätig ist.

### 2000–2007: Pause und weitere Platten
Nach einer längeren musikalischen Pause veröffentlicht Kyra 2005 die Single Spaceman Came Travelling zusammen mit Seven und 2007 Saxophobic Satisfaction mit dem DJ Yves Murasca. Letztere wurde mit Hilfe von dem DJ/Produzenten-Duo Milk & Sugar veröffentlicht.

### 2014: Wiedervereinigung
Im August 2014 gab Kyra auf der offiziellen Facebook-Seite von Pharao das Comeback des Acts bekannt. Neben Kyra wirkte beim Comeback auch Prince Damien mit, der während seiner Deutschland sucht den Superstar-Teilnahme nach seinem Recall auf Jamaica die Band verließ und durch Siam aka Nik Felice ersetzt wurde. Im März 2017 erschien die Single New Day.

## Diskografie

### Alben
- 1994: Pharao
- 1998: The Return

### Singles
- 1994: I Show You Secrets
- 1994: There Is a Star
- 1995: World of Magic
- 1997: Temple of Love
- 1997: Once Upon a Time
- 2017: New Day – Kyra Pharao & Siam

## Auszeichnungen für Musikverkäufe
| Goldene Schallplatte - Finnland - 1995: für das Album Pharao |

Anmerkung: Auszeichnungen in Ländern aus den Charttabellen bzw. Chartboxen sind in ebendiesen zu finden.
| Land/RegionAuszeichnungen für Musikverkäufe (Land/Region, Auszeichnungen, Verkäufe, Quellen) | Gold     | Platin | Verkäufe | Quellen           |
| -------------------------------------------------------------------------------------------- | -------- | ------ | -------- | ----------------- |
| Deutschland (BVMI)                                                                           | 2× Gold2 | —      | 500.000  | musikindustrie.de |
| Finnland (IFPI)                                                                              | Gold1    | —      | 29.492   | ifpi.fi           |
| Insgesamt                                                                                    | 3× Gold3 | —      |          |                   |